# Ontherus gladiator
Ontherus gladiator är en skalbaggsart som beskrevs av François Génier 1998. Ontherus gladiator ingår i släktet Ontherus och familjen bladhorningar. Inga underarter finns listade i Catalogue of Life.